# Rio Pardo (vattendrag i Brasilien, Rio Grande do Sul, lat -29,98, long -52,38)
Rio Pardo är ett vattendrag i Brasilien.   Det ligger i delstaten Rio Grande do Sul, i den södra delen av landet, 1 600 km söder om huvudstaden Brasília.
Omgivningarna runt Rio Pardo är huvudsakligen savann. Trakten runt Rio Pardo är nära nog obefolkad, med mindre än två invånare per kvadratkilometer.